# Charles Aeschlimann
Pour les articles homonymes, voir Aeschlimann.
Frédéric Charles Aeschlimann dit Charlie, né le 28 février 1897 à Cannes et mort le 4 mai 1952 à Montreux, est un joueur de tennis suisse des années 1920 et 1930.

## Biographie
Son père, Frédéric Otto Aeschlimann, était hôtelier à Cannes. Il a également dirigé le Grand Hotel du Lac de Vevey et le Caux-Palace de Caux.
Résident à l'hôtel Carlton de Cannes, il est l'un des promoteurs du match du siècle, opposant en 1926 Suzanne Lenglen et Helen Wills sur le court central du tennis de l'hôtel. Il a travaillé pour la Croix-Rouge après la Guerre.
Grand ami de Henri Cochet qu'il battit une fois en simple, il a eu comme partenaire de double Suzanne Lenglen et le roi Gustave V de Suède.
En 1961 est créée en son hommage la Coupe Aeschlimann qui se déroule sur les courts du T.C. Montreux.

## Carrière
24 fois champion de Suisse, il s'est imposé à 4 reprises en simple, 9 fois en double et 11 fois en double mixte.
En 1923, il devient le premier joueur de tennis suisse à participer à la Coupe Davis. Au côté de Guy Sautter, Maurice Ferrier et Charles Martin, il s'impose au premier tour contre la Tchécoslovaquie puis en quart de finale contre l'Argentine. En demi-finale face à la France, les deux équipes sont à égalité après quatre matchs mais Aeschlimann perd le dernier simple contre Henri Cochet (1-6, 6-3, 6-3, 5-7, 6-4). Régulièrement battue au premier tour de la compétition entre 1925 et 1931, la Suisse retrouve le succès en 1932 grâce à la paire Aeschlimann/Fisher et élimine la Belgique et Monaco avant de s'incliner avec les honneurs face à l'Italie (3 à 2). Il rejoue trois doubles en 1934 contre les mêmes adversaires. Pour son dernier match, il perd contre les italiens sur le score de 0-6, 0-6, 6-3, 6-3, 6-4. Il a joué un total de 50 matchs pour la Suisse (24 victoires, 26 défaites), devenant ainsi le troisième joueur le plus sélectionné dans l'équipe après Heinz Günthardt et Jakob Hlasek.
Il a remporté une dizaine de tournois, essentiellement sur la Côte d'Azur à Cannes, Nice, Monte-Carlo et en Suisse lors des internationaux. En 1922, il atteint les quarts de finale des Championnats du monde de tennis sur terre battue à Bruxelles. En 1924, il représente la Suisse lors des Jeux olympiques de Paris, s'inclinant au 3e tour en simple et devient champion de Tchécoslovaquie. Il a réalisé ses meilleures performances en Grand Chelem en 1926, avec un huitième de finale à Roland-Garros après une victoire sur Eduardo Flaquer et un troisième tour à Wimbledon.

## Parcours dans les tournois duGrand Chelem

### En simple
| Année | Open d'Australie | Open d'Australie | Internationaux de France | Internationaux de France | Wimbledon       | Wimbledon   | US Open | US Open |
| ----- | ---------------- | ---------------- | ------------------------ | ------------------------ | --------------- | ----------- | ------- | ------- |
| 1925  | —                | —                | 2e tour (1/16)           | P. Féret                 | —               | —           | —       | —       |
| 1926  | —                | —                | 1/8 de finale            | N. Mișu                  | 3e tour (1/16)  | H. Mayes    | —       | —       |
| 1927  | —                | —                | 1/8 de finale            | B. Tilden                | —               | —           | —       | —       |
| 1929  | —                | —                | 3e tour (1/16)           | C. Gregory               | —               | —           | —       | —       |
| 1931  | —                | —                | 2e tour (1/32)           | G. De Stefani            | —               | —           | —       | —       |
| 1932  | —                | —                | 1er tour (1/64)          | R. Journu                | —               | —           | —       | —       |
| 1934  | —                | —                | 1er tour (1/64)          | H. von Artens            | 1er tour (1/64) | K. Schröder | —       | —       |
| 1935  | —                | —                | —                        | —                        | 1er tour (1/64) | G. Godsell  | —       | —       |
| 1932  | —                | —                | —                        | —                        | 1er tour (1/64) | E. Andrews  | —       | —       |

N.B. : à droite du résultat se trouve le nom de l'ultime adversaire.